# Garabonc
Garabonc is een plaats (község) en gemeente in het Hongaarse comitaat Zala. Garabonc telt 795 inwoners (2001).